# 대한민국애국부인회
대한민국애국부인회는 일제강점기 여성들이 조직한 독립운동 단체이다.
1919년 3월 중순 오현주, 오현관, 이정숙 등이 3·1 운동 체포자들에 대한 뒷바라지를 위해 혈성단부인회를 조직했고 4월에는 최숙자, 김희옥 등이 대조선독립애국부인회를 조직하여 임시정부의 자금 모집을 위해 활동했다. 하지만 성과가 부진하자 김마리아를 비롯한 17인이 회의 끝에 이를 통합하여 대한민국애국부인회를 결성했다. 새로 만들어진 부인회에서는 적십자부장과 결사부장을 각 2명씩 두었으며 서울에 본부를 두고 대구, 부산, 평양 등에 지부를 설치했던 부인회는 각 지부에 결사대를 두어 여성들을 각성시켜 민주주의 이념 아래 국권과 인권 회복을 목표로 활동했다. 활동 후 몇 개월 되지 않아 교회의 여성, 여교사, 간호원들을 중심으로 백여 명의 회원들을 모집하고 6,000원의 군자금을 상하이의 임시정부에 보내는 등의 성과를 거뒀다. 
그러나 같은 해 11월 28일 독립을 불확실하게 보고 자신이 체포된 후를 걱정하던 오현주가 경찰 유근수에게 이를 밀고하면서 부인회에 대한 제국주의 일본의 대대적인 검거가 시작되었고 이 사건을 대한민국애국부인회 사건이라 부른다.

## 역사

### 혈성단부인회와 대조선독립애국부인회
초기의 대한민국애국부인회는 정신여학교 출신들이 주도했다. 1919년, 3·1 운동이 일어나자 이를 진압하려는 일제 군경에 의해서 많은 사람들이 죽거나 다쳤으며 체포되었다. 경제적 사정이 곤란한 수감자들에게는 사식 구매조차 허용되지 않는 상황에서 수감된 체포자들을 도우려는 움직임이 나타났고, 오현주와 오현관 자매도 대한민국애국부인회의 전신인 혈성단부인회를 조직하여 이들을 도우려 했다. 이들은 교육 관련자들과 간호사를 직업으로 한 신여성들이 대부분이었다. 격문과 지하신문을 배포하고 자금을 모아 외국으로 망명한 독립운동가들에게 전달했다. 관련자와 활동 범위가 늘자 혈성단애국부인회를 조직하여 재무, 통신원, 지방 파견원 등의 직책을 두고 나이가 많은 오현관이 회장을 맡았다.

### 두 단체의 통합
같은 해 6월 대한민국청년외교단 이병철의 주선으로 대조선독립애국부인회와 혈성단애국부인회가 통합되었다. 회장으로 오현주, 그의 언니 오현관이 고문 직책을 맡았다. 6월 28일 제1차 세계대전 이후 파리강화회의가 체결되어 한국의 독립 가능성이 낮아지자, 만세운동도 빈도가 줄어들었고 따라서 부인회 활동도 위축되었다. 하지만 10월 19일 김마리아가 형무소에서 나와 활동을 재개하는 동시에 만세운동의 퇴조에 실망한 구성원들을 재조직하면서 애국부인회를 재결성했다. 김마리아가 회장을 맡았고 전임 회장인 오현주는 망명 독립운동가들과의 대외 연락을 맡는 교제부장 직위를 맡았다.
이렇게 한국 안에서 애국부인회 활동이 이어지자, 대한민국 임시정부가 있던 상하이에서도 1919년 10월 13일 부인회가 결성되어 회장 이화숙, 부회장 김원경, 총무 이선실, 서기에 이봉순과 강현석, 회계에 이메리와 이교신의 상하이 대한민국부인회가 결성되어 태극기, 회의실, 상장 등을 준비하는 대한민국 임시정부의 활동을 보조하는 역할을 맡았다. 

### 오현주의 밀고와 대한민국애국부인회 사건
그러던 중 오현주의 남편 강낙원이 외국에서 돌아오면서 오현주에게 독립될 가망이 없으므로 활동에서 손을 놓고 자신들의 안위를 위해 부인회를 밀고할 것을 지시했다. 또한 이 상황을 타계할 대구의 형사 유근수를 불러 조선총독부 경무국장 아카이케 아쓰시를 만나게 했고 오현주는 애국부인회의 활동 방향을 바꿀 것을 지시받게 된다. 이로써 동료들을 밀고하는 대가로 오현주 자매와 강낙원은 안전을 보장받게 되었다. 11월 28일 김마리아와 정신여학교 11인을 비롯한 부인회 구성원 70인이 검거되었으며 비밀결사 청년외교단 구성원 10여 명도 체포되었다. 체포된 이들은 모두 대구경찰서로 압송되어 고문을 당했고 여성기에 인두를 놓는 등의 고문을 받기도 했다. 때문에 김마리아는 고문으로 코와 귀의 화농 증상을 입었을 뿐더러 고문 과정에서 머리를 심하게 다쳐 의식이 불분명한 상태였다.
결사부장인 이성완의 경우 증거불충분으로 면소되었으나
같은 결사부장이자 부산지부장인 백신영은 위장 손상으로 아무것도 먹지 못해 빈사 상태로 재판을 받았고 서울지부장 이정숙은 발의 동상으로 진물과 통증이 심해 제대로 걸을 수 없을 정도로 건강이 악화되었다. 이 상황에서 오현주도 조사를 받았으나 하루만에 풀려났고 남편 강낙원과 언니 오현관도 마찬가지였다.

### 상해 대한민국애국부인회
1920년대 이후 일제의 탄압이 강화되고 사회주의 사상의 유입으로 임시정부의 활동이 잦아들자 활동이 이어지지 않던 상하이의 부인회는 1943년 2월 23일 충칭에서 50여 명의 여성들이  김순애와 방순희를 각각 주석과 부주석으로 하여 애국부인회 재건대회를 가졌고, 일본의 패망을 촉구하고 일본군에 있던 한국인들을 위문하였으며 여성에 대한 계몽교육을 펼치는 등 다양한 활동을 했다.

## 같이 보기
- 대한애국부인회
- 애국부인회